# Річард Роуз
Річард Роуз (нар. 8 квітня 1933, Сент-Луїс, штат Міссурі) ) — американський політолог, наразі директор Центру вивчення державної політики та професор політології в Університеті Стрікліду.

## Освіта
Роуз навчався в університеті Джона Гопкінса. Його докторський ступінь в Оксфордському університеті під назвою «Зв’язок соціалістичних принципів із зовнішньою політикою британських лейбористів, 1945-51 рр.» був закінчений у 1960 році.

## Академічна кар'єра
З 1961 до 1966 року Роуз був викладачем уряду в Манчестерському університеті.
З 1966 року він працює в Шотландії, переважно як професор політики в Університеті Стратклайда, де в 1976 році він заснував Центр вивчення публічної політики, директором якого він є. Проте з 2005 по 2011 рік він навчався в Абердинському університеті, де обіймав кафедру політики в шостому столітті.
Роуз є почесним віце-президентом Асоціації політичних досліджень, яка щороку присуджує премію його імені вченому віком до 40 років, який зробив помітний внесок у дослідження британської політики. Роуз має ступінь почесного доктора Університету Еребру у Швеції, нагороду за життєві досягнення від Організації політичних досліджень і нагороду за кар’єру від Міжнародної асоціації публічної політики.
Він є співробітником, членом або почесним членом Американської академії мистецтв і наук, Британської академії, Фінської академії наук і літератури, Академії наукових товариств соціальних наук і Единбурзького королівського товариства.
Він досліджував широкий спектр тем, зокрема конфлікт у Північній Ірландії, розширення ЄС, демократизацію, вибори, голосування, процеси трансферу та трансформацію політики.

## Нагороди та премії
- 1999 рік — отримав премію Лассвела (названа на честь Гарольда Лассвела) від Організації політичних досліджень[en][6].
- 2000 рік — Асоціація Політичних Досліджень (RSA) присвоїла нагороду за внесок у розвиток політології. Також на його честь названа премія PSA — премія Річарда Роуза, яку щорічно присуджують ученим віком до 40 років за особливий внесок у вивчення британської політики[8].
- 2005 рік — нагороджений званням почесного доктора університету Йоребро[en], Швеція[7].